# Gaidropsarus
Gaidropsarus is een geslacht van straalvinnige vissen uit de familie van de kwabalen (Lotidae). Het geslacht werd voor het eerst wetenschappelijk beschreven in 1810 door Constantine Samuel Rafinesque-Schmaltz.

## Soorten
- Gaidropsarus argentatus (Reinhardt, 1837)
- Gaidropsarus biscayensis (Collett, 1890)
- Gaidropsarus capensis (Kaup, 1858)
- Gaidropsarus ensis (Reinhardt, 1837)
- Gaidropsarus granti (Regan, 1903)
- Gaidropsarus guttatus (Collett, 1890)
- Gaidropsarus insularum Sivertsen, 1945
- Gaidropsarus macrophthalmus (Günther, 1867)
- Gaidropsarus mediterraneus (Linnaeus, 1758)
- Gaidropsarus novaezealandiae (Hector, 1874)
- Gaidropsarus pacificus (Temminck & Schlegel, 1846)
- Gaidropsarus pakhorukovi Shcherbachev, 1995
- Gaidropsarus parini Svetovidov, 1986
- Gaidropsarus vulgaris (Cloquet, 1824) – Driedradige meun